# Lovin' it
「lovin' it」（ラヴィン・イット）は、NAMIE AMURO & VERBALのシングル。2001年12月27日発売。発売元はavex trax。

## 概要
アメリカ同時多発テロ事件を受けて小室哲哉と松浦勝人が立ち上げたチャリティープロジェクト『song+nation』（一部では『songnation』と記載される）の第3弾シングル。本作には安室奈美恵とm-floのVERBALが参加している。
ビデオ・クリップも制作されているが、2016年現在どのDVDにも収録されていない。
また、安室のベストアルバム『LOVE ENHANCED ♥ single collection』にも収録されている。
「lovin' it (tatsumaki remix)」がリミックス・アルバム『song+nation 2 -trance-』に収録されている。

## 収録曲
1. lovin' it (original mix)
（作詞：Tetsuya Komuro, VERBAL / 作曲・編曲：Tetsuya Komuro）
2. lovin' it (tv mix)